# 接龙镇
接龙镇，是中华人民共和国重庆市巴南區下辖的一个乡镇级行政单位。

## 行政区划
接龙镇下辖以下地区：
接龙新正街社区、龙潭社区、小观社区、碑垭村、石磅村、铁矿村、桂兴村、柴坝村、桥边村、塘边村、河嘴村、新湾村、自力村、关塘村、中山村、马路村、新槐村、青山村、春龙村和荷花村。